# Custódio
Custódio Miguel Dias de Castro, född 24 maj 1983 i Guimarães, mer känd som endast Custódio, är en portugisisk före detta fotbollsspelare (defensiv mittfältare) och sedermera tränare. Han är numera huvudtränare för Braga i Primeira Liga. 
Han blev uttagen i Portugals trupp till EM i fotboll 2012.